# Gonomyia luteimarginata
Gonomyia luteimarginata är en tvåvingeart som beskrevs av Alexander 1931. Gonomyia luteimarginata ingår i släktet Gonomyia och familjen småharkrankar. Inga underarter finns listade i Catalogue of Life.